# Tangen Bork
Tangen Bork, född 12 maj 2017, är en norsk kallblodstravare, mest känd för att segrat i Elitkampen på Solvalla (2024).

## Bakgrund
Tangen Bork är en Bork hingst efter Bork Odin och under Tangen Stöva (efter Röder). Han föddes upp av Nilsen Jörn Gunnar, Norge och ägs av Kjeldsen Jan & Realfsen J K, Norge. Han tränas av Öystein Tjomsland och körs av Tom Erik Solberg.

## Karriär
Tangen Bork började tävla 2020, och har till juni 2024 sprungit in 6 468 581 svensk kronor på 42 starter, varav 29 segrar, 5 andraplatser och 3 tredjeplatser. Han har tagit karriärens största seger i Elitkampen (2024). Han har även segrat i Norskt Kallblodskriterium (2020), Norskt Kallblodsderby (2021), Svenskt Kallblodsderby (2021) och Alm Svartens Æresløp (2024) och på andraplats i Elitkampen (2023) och Unionskampen (2023).

## Statistik
| Statistik för Tangen Bork (Ref.) | Statistik för Tangen Bork (Ref.) | Statistik för Tangen Bork (Ref.) | Statistik för Tangen Bork (Ref.) | Statistik för Tangen Bork (Ref.) | Statistik för Tangen Bork (Ref.) |
| -------------------------------- | -------------------------------- | -------------------------------- | -------------------------------- | -------------------------------- | -------------------------------- |
| Starter                          | Placeringar                      | Startprissumma                   | Segerprocent                     | Platsprocent                     | Rekord                           |
| 42                               | 29-5-3                           | 6 468 581 SEK                    | 69 %                             | 88 %                             | 1.18,6ak,                        |

### Större segrar
| År   | Lopp                      | Kusk             | Vinstbelopp   | Grupp   |
| ---- | ------------------------- | ---------------- | ------------- | ------- |
| 2020 | Norskt Kallblodskriterium | Tom Erik Solberg | 500 000 NOK   | Grupp 1 |
| 2020 | Svenskt Kallblodsderby    | Tom Erik Solberg | 700 000 SEK   | Grupp 1 |
| 2021 | Norskt Kallblodsderby     | Tom Erik Solberg | 700 000 NOK   | Grupp 1 |
| 2024 | Elitkampen                | Tom Erik Solberg | 1 000 000 SEK | Grupp 1 |
| 2024 | Alm Svartens Æresløp      | Tom Erik Solberg | 250 000 NOK   | Grupp 2 |